# Voodoo Child: The Jimi Hendrix Collection
Albums de Jimi Hendrix
The Jimi Hendrix Experience Box Set
(2000) Live in Ottawa
(2001)
Voodoo Child: The Jimi Hendrix Collection est une compilation de Jimi Hendrix sortie en 2001 chez MCA Records. Le premier CD contient des enregistrements en studio alors que le second contient des enregistrements en live. Il contient aussi des titres inédits et un essai de Kurt Loder.

## Liste des titres
Tous les titres ont été écrits et composés par Jimi Hendrix, sauf indication.

### Disque un (Studio)
1. Purple Haze – 2:50
2. Hey Joe – 3:30 - (Billy Roberts)
3. The Wind Cries Mary – 3:20
4. Fire – 2:43
5. Highway Chile (Alternate Recording) – 3:39
6. Are You Experienced? – 4:14
7. Burning of the Midnight Lamp – 3:39
8. Little Wing – 2:24
9. All Along the Watchtower (Alternate Recording) – 3:59 - (Bob Dylan)
10. Crosstown Traffic – 2:12
11. Voodoo Child (Slight Return) – 5:12
12. Spanish Castle Magic (Alternate Recording) – 5:48
13. Stone Free (Alternate Recording) – 3:43
14. Izabella – 2:46
15. Stepping Stone – 4:07
16. Angel – 4:21
17. Dolly Dagger – 4:44
18. Hey Baby (New Rising Sun) – 6:04

### Disque deux (Live)
1. Fire – 3:33
2. Hey Joe – 6:46 - Stone Free
3. I Don't Live Today – 6:45
4. Hear My Train A Comin' – 11:00
5. Foxy Lady – 4:25
6. Machine Gun – 11:36
7. Johnny B. Goode – 4:45 - (Chuck Berry)
8. Red House – 8:00
9. Freedom – 4:06
10. Purple Haze – 3:55
11. The Star-Spangled Banner – 3:43 - (Francis Scott Key, John Stafford Smith)
12. Wild Thing – 7:41 - (Chip Taylor)